# Muzej Vasa
Muzej Vasa (švedski: Vasamuseet) je pomorski muzej u Stockholmu na otoku Djurgårdenu, Švedska. 
Unutar muzeja nalazi se gotovo u cijelosti očuvan brod "Vasa" iz 17. stoljeća. Jedini je takvi sačuvani brod na svijetu iz toga vremena. Potonuo je na svom prvom putovanju 1628. godine. Muzej je otvoren 1990. godine i najposjećeniji je muzej u Skandinaviji. Zajedno s nekoliko drugih muzeja dio je Švedskoga nacionalnoga pomorskog muzeja.
Od 1961. do 1988., brod "Vasa" bio je čuvan polietilen glikolom. Posjetitelji su tada mogli vidjeti brod na udaljenosti od 5 metara. Godine 1981., švedska vlada odlučila je izgraditi trajni muzej, gdje će brod biti izložen. Na natječaju za muzej pobijedili su arhitekti Marianne Dahlback i Göran Månsson. Izgradnja nove zgrade započela je ceremonijom otvaranja, u organizaciji princa Bertila 2. studenog 1987.
Brod se preselio u novu zgradu u prosincu 1988. Muzej je svečano otvoren 15. srpanj 1990. godine.
Brod je vidjelo više od 29 milijuna posjetitelja od 1961. godine.